# A Perfect 36

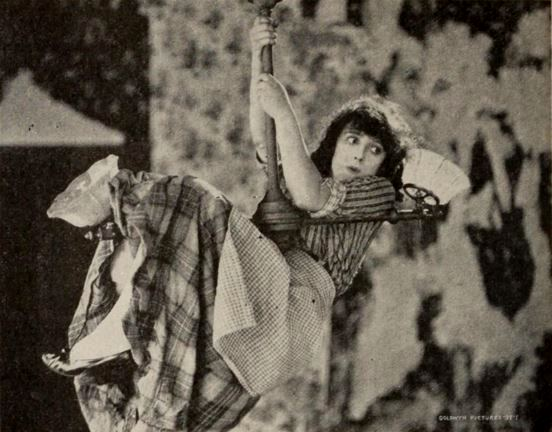
Fotograma de la pel·lícula, amb Mabel Normand, aparegut a la revista Exhibitors Herald el 9 d'octubre de 1918.

A Perfect 36 és una pel·lícula muda de la Goldwyn Pictures Corporation dirigida per Charles Giblyn i protagonitzada per Mabel Normandi Rod La Rocque. Va ser estrenada el 21 d'octubre de 1918. No hi ha informació sobre la seva localització per lo que probablement es tracta d'una pel·lícula perduda.

## Repartiment
- Mabel Normand (Mabel)
- Rod La Rocque (O.P. Dildock)
- Flora Zabelle (Lena)
- Leila Romer (propietària de la pensió)
- Louis R. Grisel (agutzil)
- Edward Bernard (Sol Manheimer)

## Argument
Mabel és cambrera en una pensió local, però la seva afició a fer bromes fa que acabi essent acomiadada. Per casualitat, Mabel es troba la maleta d'una venedora ambulant de cotilles, i decideix fer ella mateixa aquesta feina. Mentre passa per una petita ciutat, Mabel decideix banyar-se al mar, però mentre gaudeix de l'aigua li roben la maleta, que conté tota la seva roba. Obligada a anar en banyador, Mabel surt a la recerca de la seva roba i s'assabenta que la policia, havent identificat la maleta com a pertanyent a un lladre de joies, l'està buscant. Després de diverses aventures, descobreix que el robatori de joies, en què està implicada la seva amiga Lena, no és més que un truc publicitari.

## Producció
Basada en un guió de Tex Charwate, va ser filmada per Louis Physioc sota la direcció de Charles Giblyn. Es tracta d'una de les primeres pel·lícules de Mabel per a la Goldwyn. L'escena de bany de la pel·lícula es va rodar a la platja de Sea Cliff a l'estat de Nova York. Com a resultat de l'estona de rodatge que l'actriu va actuar en banyador, va agafar un refredat que va degenerar en una pneumònia. El rodatge va quedar enllestit a principis de novembre del 1918 però l'estrena no va ser fins al 21 de desembre d'aquell any. Va ser la darrera pel·lícula en la que va participar Flora Zabelle.